# Agrilus exilistis
Agrilus exilistis es una especie de insecto del género Agrilus, familia Buprestidae, orden Coleoptera.
Fue descrita científicamente por Strand, 1917.